# Loh tarang
El loh tarang es un instrumento de percusión melódico. Consiste en una serie de platos circulares de hierro, de diferentes tamaños, suspendidos en un marco. Cada plato está afinado en una nota, y se tocan con baquetas en cada mano. Tarang literalmente significa ondas.